# Илемно
Илемно — деревня в Солецком муниципальном районе Новгородской области, относится к Горскому сельскому поселению.
Деревня расположена в западной части Новгородской области, близ административной границы с Псковской областью, на правом берегу реки Шелонь, в устье реки впадающей в Шелонь. К деревне проходит автодорога из административного центра сельского поселения — деревни Горки. На противоположном берегу Шелони — деревня Заречье. В деревне много гнёзд аистов.

## История
Погост Илеменской на реце на Шолоне, а в нём церковь Успенье Пречистые упоминается в писцовых книгах 1498 года Шелонской пятины Новгородской земли. Также в конце XVI века упоминается, что здесь «была церковь древена Успение Пречистыя, сожгли литовские люди. А на пожарище, осталась теплая церковь преподобный Сергий». В 1631 году (1636 году) в селе была выстроена деревянная церковь Успения пречистые — Успения Богородицы. В 1810 году в селе была выстроена каменная церковь Успения, а старая деревянная церковь реставрировалась в 1891—1909 гг., и после чего была освящена в честь Казанской иконы Богоматери.
До 1927 года деревня относилась к Порховскому уезду Псковской губернии, затем к Солецкому району Новгородского округа Ленинградской области (в 1930 году округ был упразднён), с 1944 года в Новгородской области.
После войны в деревне жильё было разрушено и многие жили в деревянной церкви, затем в ней открыли школу, а потом клуб. В клубе случился пожар — у древнего здания сгорела крыша. Ныне в деревне есть часовня Параскевы.